# La baraja de la muerte
La baraja de la muerte, también conocida como El enigma de la calle del Lord, es una película chilena de 1916 dirigida por Salvador Giambastiani. Es considerada la primera película argumental realizada en Chile. El guion, escrito por Claudio de Alas, está basado en un crimen cometido en la ciudad de Santiago, en la calle Lord Cochrane.
La cinta fue prohibida por la Municipalidad de Santiago debido a que el crimen en el que estaba basada aún no había sido resuelto por un fallo judicial. La baraja de la muerte se convirtió en la primera película en ser censurada en Chile, dado que la elite consideraba que el cine debía limitarse al "registro de eventos sociales como inauguración de monumentos, desfiles, festejos públicos, ceremonias oficiales, ritos religiosos, o a mostrar paisajes, vistas de las ciudades y de viajes". De todas formas, la película pudo ser exhibida en Valparaíso.

## Reparto
- Palmira Fernández
- Mario Carrasco
- Alfredo Torricelli